# Страхування життя
Страхування життя — вид страхування, який передбачає захист майнових інтересів застрахованої особи, що пов'язані з її життям та смертю. Страхування життя зазвичай пов'язано з довгостроковими інтересами страхувальника/застрахованої особи в силу того, що життя розглядається як довгий стан, і, відповідно, подія смерті є непрогнозованою та віддаленою.
Життєві поліси - це юридичні договори, а умови договору описують обмеження страхових випадків. Особливі виключення часто вписуються в договір, щоб обмежити відповідальність страховика; поширеними прикладами є позови про самогубство, шахрайство, війну, громадянські заворушення.
Сучасне страхування життя має певну схожість з галуззю управління активами , а страхувальники життя диверсифікували свою продукцію на пенсійні продукти, такі як ануїтети. 
Дуже часто страхування життя — цілий комплекс індивідуальних видів страхування, до яких входять страхування життя, страхування дітей до досягнення ними повноліття або до моменту вступу до ВНЗ, пенсійне страхування, страхування від безробіття тощо. 

## Історія та розвиток страхування життя
Рання форма страхування життя з'явилась ще у Стародавньому Римі. На той час існували перші взаємні каси римських професійних та воєнних колегій, а також поховальні релігійні каси.
Найпростіші форми взаємного індивідуального страхування існували у Середньовіччі у рамках діяльності ремісничих цехів та гільдій.
В к. XVII ст. та на п. XVIII ст. страхування життя в європейських країнах стає особливим видом підприємницької діяльності як доповнення до морського страхування. Поряд зі страхуванням кораблів та вантажів почали страхувати життя та здоров'я капітанів.
У 1663 р. англійський підприємець Джеймс Додсон зібрав всі дані з різних лондонських кладовищ, розрахував середній вік померлих, їх кількість за рік та застосував ці статистичні дані для розрахунку страхових премій. В історії страхування вважається, що саме йому належить роль родоначальника у застосування наукового підходу до організації страхування життя.
Першою компанією, яка запропонувала страхування життя в сучасний час, було Товариство дружнього вічного відомства, засноване в Лондоні в 1706 році Вільямом Талботом та сером Томасом Алленом . Кожен член здійснював щорічну виплату за акцію по одній-трьох акціях з урахуванням віку членів від дванадцяти до п'ятдесяти п’яти. Наприкінці року частина «доброзичливого внеску» була розподілена між дружинами та дітьми померлих членів пропорційно кількості акцій, якими володіли спадкоємці. До Товариства входило 2000 членів.
У  1762 р. з'явилась страхова компанія Товариство справедливого страхування життя. У 1765 р. ця компанія була офіційно зареєстрована як товариство взаємного страхування. Це товариство займається страхуванням життя і сьогодні. Воно вважається найстарішим товариством взаємного страхування у світі.
В Російській імперії У 1835 р. було засновано перше комерційне страхове товариство зі страхування життя — «Життя».

## Мета
Страхування життя дозволяє людині вирішувати цілий комплекс соціально-економічних проблем. Реалізація соціальних задач такого страхування дозволяє подолати недостатню систему державного соціального страхування та забезпечення — накопичення грошових сум, наприклад, при виході на пенсію, або до повноліття тощо. Реалізація фінансових задач є захистом фінансових інтересів страхувальника або застрахованої особи при настанні страхового випадку — смерті.